# ذخیره‌گاه زیست‌کره بوواش
ذخیره‌گاه زیست‌کره بوواش (به لاتین: Bosawás Biosphere Reserve) یک ذخیره‌گاه زیست‌کره و ذخیره‌گاه طبیعی در نیکاراگوئه است که در بخش جینوتگا واقع شده‌است.